# Fore! (album)
Fore! è il quarto album in studio del gruppo musicale rock statunitense Huey Lewis and the News, pubblicato nel 1986.

## Tracce
1. Jacob's Ladder (Bruce Hornsby, John Hornsby) – 3:33
2. Stuck with You (Hayes, Lewis) – 4:29
3. Whole Lotta Lovin' (Colla, Lewis) – 3:30
4. Doing It All for My Baby (Cody, Duke) – 3:39
5. Hip to Be Square (Gibson, Hopper, Lewis) – 4:05
6. I Know What I Like (Hayes, Lewis) – 3:59
7. I Never Walk Alone (Nielsen) – 3:44
8. Forest for the Trees (Fletcher, Gibson, Lewis, Loggins) – 3:28
9. Naturally (Colla, Lewis) – 2:52
10. Simple as That (Biner, Castillo, Kupka) – 4:27

## Formazione
- Huey Lewis - voce, armonica
- Mario Cipollina - basso
- Johnny Colla - chitarra, sassofono, cori
- Bill Gibson - batteria, percussioni, cori
- Chris Hayes - chitarra, cori
- Sean Hopper - tastiere, cori

## Classifiche
| Classifica (1986) | Posizione raggiunta |
| ----------------- | ------------------- |
| Australia         | 3                   |
| Austria           | 22                  |
| Belgio            | 16                  |
| Canada            | 1                   |
| Germania          | 5                   |
| Giappone          | 1                   |
| Nuova Zelanda     | 1                   |
| Norvegia          | 6                   |
| Portogallo        | 12                  |
| Svezia            | 7                   |
| Svizzera          | 4                   |
| Regno Unito       | 8                   |
| Stati Uniti       | 1                   |